# Alberico I Cybo-Malaspina
Alberico I Cybo-Malaspina (Genova, 28 febbraio 1534 – Massa, 18 gennaio 1623), figlio ed erede di Lorenzo Cybo
e Ricciarda Malaspina, con lui ebbe inizio il dominio dei Cybo-Malaspina su Massa e Carrara; infatti, fu prima Marchese di Massa e Signore di Carrara (1553-1568) e poi Principe di Massa e Marchese di Carrara (1568-1623).
Fu anche l'ultimo conte (1549-1619) e il primo duca di Ferentillo (1619-1623), conte, poi marchese e infine duca di Aiello, barone di Paduli, signore di Monteleone. Il Marchesato, poi Ducato di Aiello, dove tuttora si ammira il palazzo barocco di famiglia, rimase ai Cybo-Malaspina fino all'eversione della feudalità.
Con il suo longevo regno è, in generale, tra i sovrani che hanno regnato più a lungo nella storia.

## Biografia
Figlio secondogenito di Lorenzo Cybo e di Ricciarda Malaspina, capostipite della nuova linea marchionale dei Cybo-Malaspina, che unì le due grandi famiglie. Nel 1552 Alberico sposò Elisabetta Della Rovere, figlia del duca di Urbino, Francesco Maria I Della Rovere che si era schierato a favore del giovane marchese. A seguito della tragica morte del fratello maggiore Giulio nel 1548 e della madre nel 1553, Alberico divenne erede designato della casata Cybo-Malaspina il 17 febbraio 1554, all'età di ventun anni. L'imperatore Carlo V gli concesse l'investitura feudale anche se non aveva compiuto l'età canonica di venticinque anni. Nello stesso anno venne eletto luogotenente del duca Guidobaldo II Della Rovere, capitano generale delle armi della Chiesa. L'anno successivo Alberico si attivò, senza successo, per fare di Massa una sede di vescovato. In occasione della guerra per la conquista dello Stato di Siena, voluta dal granduca Cosimo I de' Medici, Alberico, nella sua veste di comandante militare, inviò un contingente di circa 1000 fanti.
A differenza della madre, Alberico mantenne rapporti di amicizia con la famiglia dei Medici, infatti nel 1565 fu testimone alle nozze del principe ereditario di Toscana Ferdinando I. Nel 1557 iniziò l'impresa di fortificazione di Massa e di Carrara. Nel frattempo i rapporti con i signori di Firenze e con la nobiltà di Urbino gli valsero l'ingresso alla corte di Filippo II, re di Spagna, dove nel 1558 ottenne il titolo di ciambellano e duecento scudi d'oro, insieme ad altri incarichi di prestigio, tra cui l'onore di rappresentare il monarca in Francia, in occasione della morte di Enrico II, presentando ufficialmente le condoglianze della corte spagnola alla vedova Caterina de' Medici.
Alberico ambiva al titolo di Grande di Spagna, riconoscimento molto prestigioso che non ottenne quindi, deluso della Corte spagnola e approfittando dell'elezione del nuovo pontefice Pio IV (avvenuta il 15 dicembre 1559) abbandonò Madrid per recarsi a Roma. Qui il nuovo Papa, discendente della casata de' Medici, lo nominò governatore di Monteleone, terra che confinava con i domini Albericiani di Ferentillo ereditati alla morte del padre. Nello stesso anno Ferdinando I attribuì agli Stati di Massa e di Carrara il "privilegio di salvaguardia e difesa" in data 25 febbraio, e subito dopo il 2 maggio, il "privilegio della zecca". Nel 1561 alla morte della moglie Elisabetta, Alberico si risposò nel 1563 con Isabella di Capua (m. 14 gennaio 1575), figlia di Vincenzo, duca di Termoli.

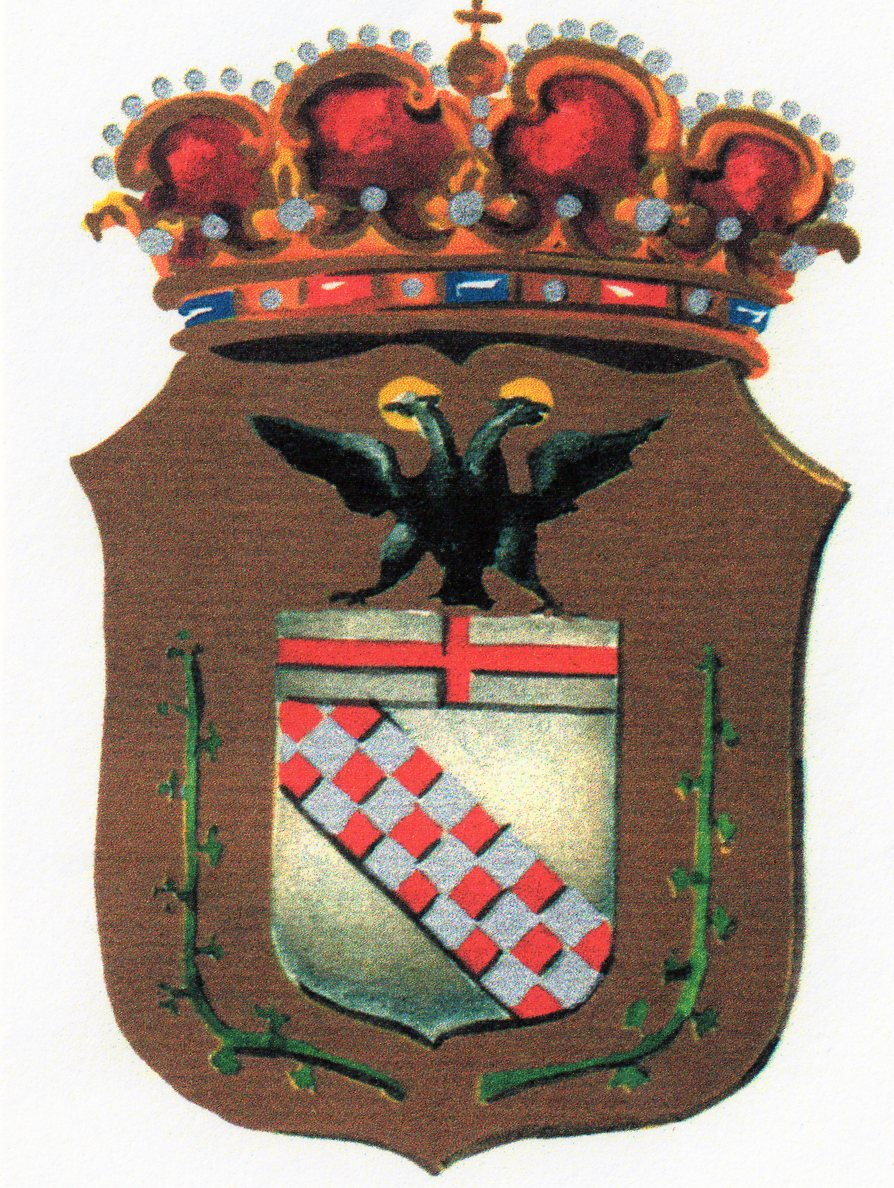
Lo stemma dei Cybo-Malaspina
(litografia dell'Ottocento)

Dopo l'esperienza spagnola e pontificia, Alberico fece ritorno nel suo Stato e pose la sua residenza a Massa dove trasformò l'impianto urbanistico e costruì edifici prestigiosi. Questo periodo di rifondazione della città venne denominato di Massa Cybea, o di Massa Nuova. Alberico provvide alle esigenze della popolazione attraverso una serie di opere pubbliche, circondò di mura i borghi, lastricò le strade e le piazze, ampliò e modificò il palazzo signorile dei Malaspina. 
Il 23 agosto 1568 l'imperatore Massimiliano II elevò Massa a principato e Carrara a marchesato, col titolo per Alberico e i suoi successori di Principi del Sacro Romano Impero. Un altro riconoscimento formale, il trattamento di "Illustrissimo", lo ottenne dall'imperatore Rodolfo II col diploma del 17 giugno 1588, insieme alla facoltà di creare Conti palatini e la prerogativa di inserire l'aquila bicipite imperiale e il motto Libertas nel blasone della famiglia.
Il nuovo stemma di Alberico rappresentava la nuova dignità acquisita di principe del Sacro Romano Impero, ed era così formato: spino fiorito dei Malaspina, la croce e banda a scacchi dei Cybo, nel cuore lo stemma mediceo, composto da sei palle rosse e una azzurra, caricata di tre gigli d'oro, il principe vuole così ricordare che la nonna paterna apparteneva alla casata de' Medici. Ferdinando II con il Diploma del 25 agosto 1620, elevò Massa al rango di città imperiale.
Alberico morì a ottantanove anni a Massa il 18 gennaio 1623 dopo aver governato per settant'anni sul marchesato e poi sul principato di Massa, dove fu sepolto come aveva indicato nella chiesa di San Francesco. Gli subentrò il nipote Carlo I, la cui discendenza amministrerà il territorio fino a Maria Beatrice d'Este.

## Massa nuova o cybea
La fondazione di Massa risale al 10 giugno 1557, giorno in cui venne posata la prima pietra delle mura massesi. Alberico intervenne subito nell'assetto della nuova città, che rappresentò il suo potere. Inizialmente il principe fece bonificare e spianare la piazza di Bagnara, poi chiamata Mercurio, con un'artistica fontana. Tra le due piazze si trovava il palazzo ducale, a cui Alberico apportò modifiche e ampliamenti, tale da renderlo un'abitazione definitiva ed elegante. Nello stesso tempo fece restaurare la chiesa di S.Pietro che si trovava in pessime condizioni. Prima fece ristrutturare il campanile, che venne fornito di nuove campane, e in seguito anche la canonica. Questo perché Alberico intendeva trasformarla in cattedrale, per darle nuova dignità.
Nello stesso periodo fece edificare il giardino rinascimentale del pomario, ricco di piante di agrumi e selvaggina, che si trovava in via Palestro di cui resta ancora oggi l'antico portale in marmo di "Pasquin e Pasquina".
In un bando del 30 settembre 1579 il principe desiderando popolare quella parte di Massa chiamata via Alberica e darle una definitiva sistemazione, aprì nuove strade demolendo vecchi edifici, sostituendoli con palazzi nuovi con cui unificò il vecchio assetto urbanistico con quello attuale. Con un altro bando del 1594 per impedire lo spopolamento della parte vecchia di Massa, Alberico ordinò di aprire strade sicure e che in quella zona si vendesse il sale. Per la stessa motivazione fece costruire il monastero di S. Jacopo vicino alla chiesa del Carmine che si trovava così fra le vecchie mura difensive e quelle più recenti. Alberico fece ampliare e potenziò le strutture difensive della rocca Malaspina, per opporre resistenza alle nuove armi da fuoco.

### Le mura di Massa
Prima dell'insediamento del giovane Alberico I Cybo Malaspina, Massa non era una città, ma un agglomerato di borghi e piccoli nuclei abitati, disseminati nella pianura sottostante al castello e nella campagna. L'unica presenza urbana era la Massa Vecchia (Massa Vetus). Nel 1557 Alberico, a soli ventiquattro anni, iniziò il suo ampio progetto di fondazione urbana di Massa, la cosiddetta Massa Nuova o Cybea, nella quale sperimentò e applicò le concezioni urbanistiche tardo-rinascimentali e pre-barocche.

### Il Palazzo Ducale
I Malaspina possedevano nell'antico Borgo di Bagnara una casa di modeste dimensioni che con Alberico I Cybo-Malaspina, dopo numerosi ampliamenti e trasformazione, diventò palazzo marchionale, principesco e infine elegante dimora dei sovrani, l'attuale Palazzo Rosso, colore che caratterizzava molti edifici cittadini legati alla dinastia, come la Villa della Cuncia, Villa Massoni, e la Villa della Rinchiostra.
L'antica casa venne incorporata nella nuova abitazione che Alberico scelse per sé e la sua famiglia, modificandola a tal punto da farla divenire un simbolo di potere. L'ampliamento prevedeva una nuova costruzione indipendente, ortogonale alla vecchia casa dei Malaspina, più alta e con facciata lato piazza grande.

### Il Pomario
Il 21 giugno 1557 il marchese Alberico Cybo Malaspina fece realizzare il "giardino del pomerio" o "Pomario Ducale", collocato fuori dalle mura urbane, nella zona chiamata Camporimaldo o Campromaldo, contemporaneamente alla fondazione di Massa Cybea. Alberico provvide a far trasferire le piante di arancio dell'orto malaspiniano del Prado (il giardino vecchio), a quello di Camporimaldo, che si presentava incolto. Il giardino del marchese era un quadrilatero circondato da alte mura, con l'interno solcato da vialetti ortogonali che ne disegnavano la geometria.

### La Villa della Cuncia
La villa marchionale dei Malaspina fu fatta edificare per volere di Alberico I Cybo Malaspina nel 1557: veniva chiamata volgarmente della Cuncia in ricordo dell'attività di conceria che si svolgeva nella zona e serviva come punto di appoggio per le giornate dedicate alla pesca, infatti la villa era lambita dalle acque del fiume Frigido, ricche allora di trote e anguille. Alberico non contento della vegetazione del luogo, fece trapiantare dal vicino giardino di Camporimaldo, piante di agrumi.
La struttura della villa di colore rosso, era compatta, sormontata da una piccola torre merlata con caratteristiche toscane. Per la conformazione del terreno, la costruzione prevedeva stanze sul fronte e una scala che comunicava con i piani superiori, verso il poggio, in modo da non chiudere la luce alle stanze. Alcune stanze furono affrescate da Giovan Battista Ghirlanda, padre del ben più noto Agostino Ghirlanda. I materiali impiegati erano pietre di fiume e di cava, solai a copertura in legno, scala in marmo. Col passare del tempo, e il susseguirsi di nuovi proprietari (Marchini, Giorgieri e Pellerano), la villa subì trasformazioni volumetriche che mutarono l'iniziale impostazione albericiana. Attualmente la villa della Cuncia è di proprietà privata e non è visitabile.

## Le fontane nella Massa cybea
Uno degli interventi più significativi per quanto riguarda la politica cittadina di Alberico riguarda la realizzazione di fontane monumentali pubbliche all'interno dei centri urbani. Tutte le fontane sono state realizzate in marmo e corredate di elementi simbolici e didascalici: iscrizioni, stemmi, decori. Numerose erano infatti le fonti ricche d'acqua che ornavano la città, ma solo poche di esse sono sopravvissute fino ai giorni nostri.
Le principali sono la fontana del Mercurio nella omonima piazza e la fontana di Borgo del Ponte.

## La Zecca ducale

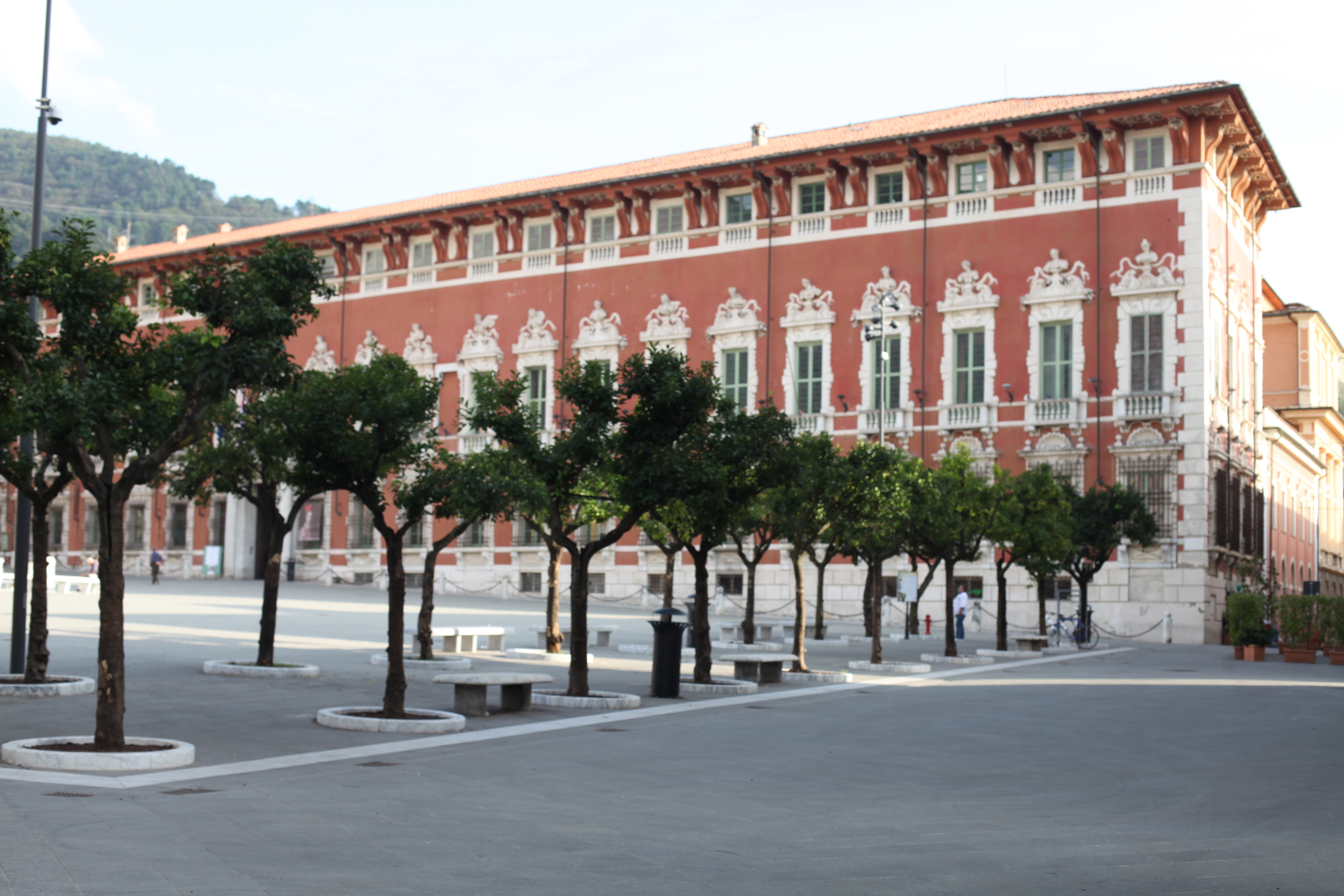
Il palazzo ducale di Massa

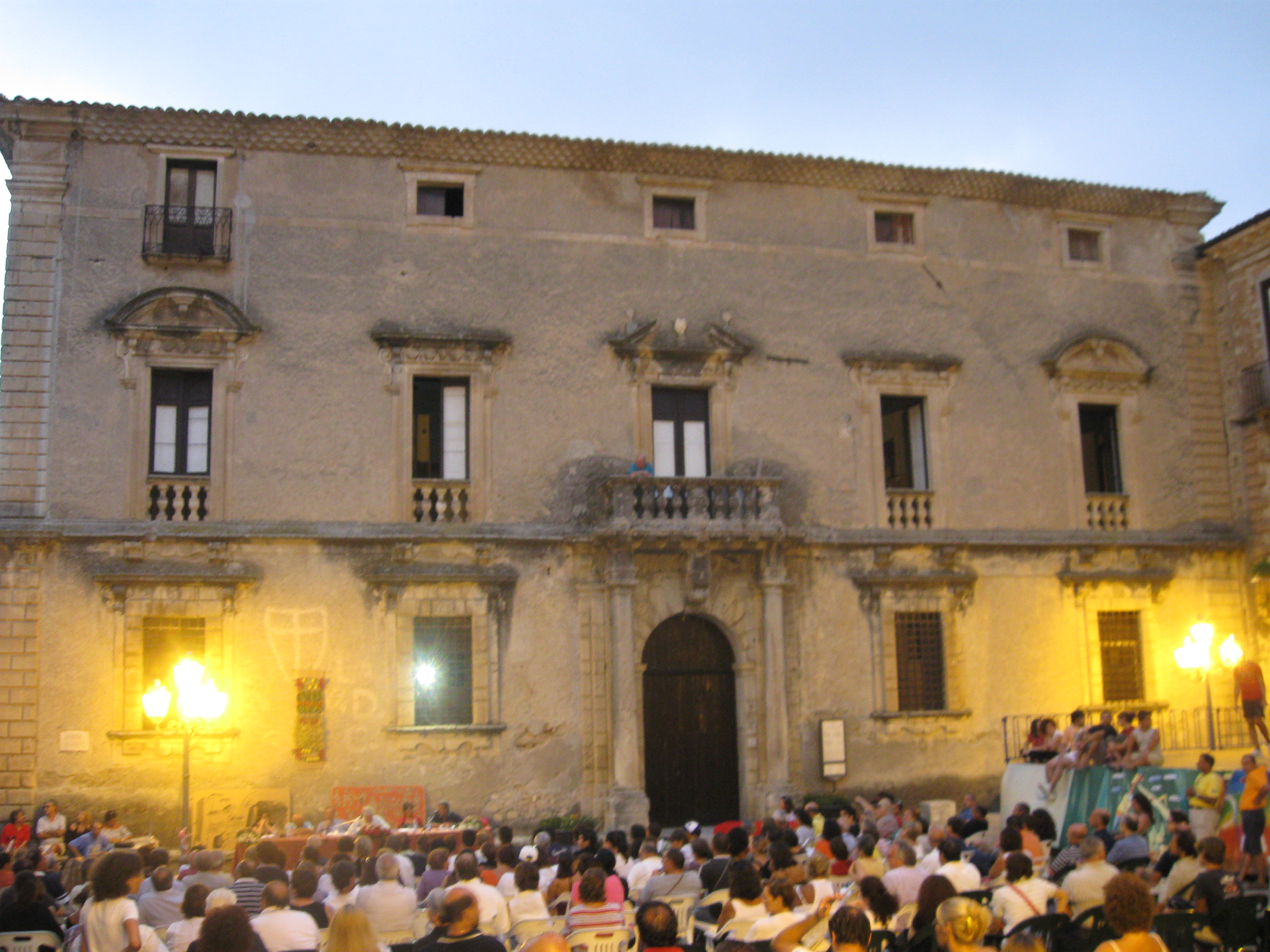
Palazzo Cybo-Malaspina, Aiello Calabro, feudo di Alberico I

Il 2 marzo 1559 Alberico ottenne dall'imperatore Ferdinando I il privilegio di battere moneta nel proprio Stato. Il sovrano prima di coniare le nuove monete fece un riallineamento del valore di quelle in vigore nel mercato massese. Dopo oltre un anno dalla concessione, il 26 luglio 1560, Alberico inaugurò la sua zecca. Gli stati di Massa e Carrara avevano così la loro moneta, che aveva corso legale nel territorio toscano e nelle repubbliche di Lucca e di Genova. Già nel periodo iniziale tra il 1560 e il 1568 la zecca realizzò tutta una serie di pezzature in oro tra le quali degne di nota ben tre diverse tipologie di scudi e un raro mezzo scudo. In questo periodo vennero prodotti ben ventitré diversi tipi di monete in oro dalla zecca massese che dopo il 1570, era collocata intorno all'area centrale di Massa Cybea, periodo in cui fu zecchiere a Massa, Giulio Romanelli dall'Aquila. La battitura delle monete avveniva in un edificio di Via Pietro Guerra, l'attuale Via Dante. Il Marchese coniò monete d'oro e d'argento, tra di esse le principali erano: il mezzo scudo, la mezza doppia o scudo, la doppia e la quadrupla doppia; sulle monete di maggiore valore, Alberico fece incidere il proprio ritratto, nel rovescio invece lo stemma del suo casato, lo spino fiorito dei Malaspina, la banda scarlatta dei Cybo, le palle emblema della famiglia de' Medici. Le monete di argento di Alberico più diffuse erano il paolo e il mezzo paolo, di cui molte riportano la data di emissione. Le monete erano di ottimo conio, tanto che se ne tentò la falsificazione in più di un'occasione. Nella scansione cronologica delle coniazioni in oro massesi, ci fu un lasso di tempo di tredici anni in cui, a differenza del periodo precedente e successivo, vennero coniati solo due tipi di monete in oro, esattamente due scudi. Il rallentamento delle coniazioni, si ha intorno all'anno 1568, nel quale Alberico ottenne dall'imperatore Massimiliano II il titolo di principe del Sacro Romano Impero. Nel 1588, anno in cui l'imperatore Rodolfo II concesse al principe di Massa il privilegio di poter fregiare il proprio stemma dell'aquila bicipite e del motto <<Libertas>>, la zecca massese riprese a coniare monete. A Massa il toponimo “La Zecca” è stato attribuito ad una vasta zona di campagna sulla riva sinistra del fiume Frigido, posta al di là delle mura. Anche il successore di Alberico, Carlo I coniò due nuove monete: la doppia da cinque e il ducatone o piastra, queste riproducevano davanti il ritratto del principe e dietro lo stemma della casata Cybo. Con il duca Alberico II la zecca riprese la sua attività e venne affidata nel 1665 a due maestri coniatori: Giovanni Margariti e Antonio Lagett. Questi tentarono delle falsificazioni, tanto che il parlamento di Aix denunciò il 27 dicembre 1667 il fatto che a Massa si coniavano monete di bassa lega che raffiguravano la principessa d'Orleans. Il duca di Massa dovette chiarire la vicenda con l'ambasciatore di Francia a Roma. Con le guerre di successione e la caduta del ducato la zecca di Massa chiuse l'attività. Maria Beatrice d'Este, ultima sovrana di Massa, tornò a coniare monete nel 1702 affidandosi però a una zecca milanese. Le antiche monete dei duchi di Massa e Carrara non erano più in vigore, neanche nei loro stati, erano divenute oggetto di collezione numismatica. La Duchessa per fare in modo che le monete da lei coniate entrassero in vigore nel suo Stato, dovette svalutare la moneta genovese, corrente anche a Massa e Carrara.

## Massa picta
In una lettera del 1602 scritta da Alberico per l'amico duca di Tribalda, si trova una descrizione esauriente di come si presentava Massa all'epoca:
Per queste sue case dipinte e i palazzi decorati con affreschi e graffiti, Massa cybea veniva chiamata Massa picta, cioè Massa dipinta. Il principe per realizzare ciò, si avvalse di mastri operai che operavano in centri maggiori come Genova e Firenze, dove queste tecniche erano diffuse e utilizzate a livello urbanistico.

## Discendenza
Dalla prima moglie, Elisabetta della Rovere, Alberico ebbe un figlio:
- Alderano Cybo-Malaspina (Massa 9 dicembre 1552 - Ferrara, 16 novembre 1606), marchese di Carrara, morì prima del padre e non ottenne mai il governo dei possedimenti famigliari. Alla morte di Alberico il titolo passò al figlio di Alderano, Carlo I Cybo-Malaspina.

Dalla seconda moglie, Isabella di Capua, Alberico ebbe quattro figli:
- Eleonora (Carrara, 19 settembre 1564 - Genova, 8 ottobre 1585), sposa nel 1580 Agostino Grimaldi, duca d'Evoli;
- Lucrezia (Carrara, 11 ottobre 1565 - Roma, 6 ottobre 1607) sposa nel 1591 Ercole Sfondrati, I duca di Montemarciano, il cui zio fu eletto papa, con il nome di Gregorio XIV;
- Caterina (Massa, 19 ottobre 1566 - Firenze, 17 agosto 1640), suor Angela Caterina presso le Murate di Firenze;
- Ferrante (Massa, 26 dicembre 1568 - Napoli, 30 gennaio 1593) marchese di Aiello.

Alberico ebbe anche cinque figli naturali:
- Vittoria (Massa, novembre 1555 - 12 marzo 1587), sposa di Ippolito Bentivoglio, marchese di Gualtieri[25];
- Francesco (Roma, gennaio 1563 - Genova, 1629), Cavaliere dell'Ordine di Malta;
- Maria (Genova, 14 marzo 1582 - Massa, 28 luglio 1635)[26];
- Angelo (Genova, 1590 - Genova, 1673), frate nell'Ordine dei Minimi di S. Francesco di Paola;
- Maurizio (Carrara, 4 settembre 1600 - Massa, 1654), prese i voti come frate francescano.

## Ascendenza
|                               |                     |                              | Genitori             |  |  | Nonni |  |  | Bisnonni            |  |  | Trisnonni  |  |
|                               |                     |                              |                      |  |  |       |  |  | Papa Innocenzo VIII |  |  | Arano Cybo |  |
|                               |                     |                              |                      |  |  |       |  |  | Papa Innocenzo VIII |  |  | Arano Cybo |  |
|                               |                     | Teodorina de Mari            |                      |  |  |       |  |  | Papa Innocenzo VIII |  |  |            |  |
| Francesco Cybo                |                     |                              |                      |  |  |       |  |  | Papa Innocenzo VIII |  |  |            |  |
|                               |                     | …                            | …                    |  |  |       |  |  |                     |  |  |            |  |
|                               |                     | …                            | …                    |  |  |       |  |  |                     |  |  |            |  |
|                               |                     | …                            | …                    |  |  |       |  |  |                     |  |  |            |  |
| Lorenzo Cybo                  |                     | …                            |                      |  |  |       |  |  |                     |  |  |            |  |
|                               |                     | Lorenzo de' Medici           | Piero de' Medici     |  |  |       |  |  |                     |  |  |            |  |
|                               |                     | Lorenzo de' Medici           | Piero de' Medici     |  |  |       |  |  |                     |  |  |            |  |
|                               |                     | Lorenzo de' Medici           | Lucrezia Tornabuoni  |  |  |       |  |  |                     |  |  |            |  |
| Maddalena de' Medici          |                     | Lorenzo de' Medici           |                      |  |  |       |  |  |                     |  |  |            |  |
|                               |                     | Clarice Orsini               | Jacopo Orsini        |  |  |       |  |  |                     |  |  |            |  |
|                               |                     | Clarice Orsini               | Jacopo Orsini        |  |  |       |  |  |                     |  |  |            |  |
|                               |                     | Clarice Orsini               | Maddalena Orsini     |  |  |       |  |  |                     |  |  |            |  |
| Alberico I Cybo-Malaspina     |                     | Clarice Orsini               |                      |  |  |       |  |  |                     |  |  |            |  |
|                               | Giacomo I Malaspina | Antonio Alberico I Malaspina |                      |  |  |       |  |  |                     |  |  |            |  |
|                               | Giacomo I Malaspina | Antonio Alberico I Malaspina |                      |  |  |       |  |  |                     |  |  |            |  |
|                               | Giacomo I Malaspina | Giovanna Malaspina           |                      |  |  |       |  |  |                     |  |  |            |  |
| Antonio Alberico II Malaspina | Giacomo I Malaspina |                              |                      |  |  |       |  |  |                     |  |  |            |  |
|                               |                     | Taddea Pico della Mirandola  | Francesco III Pico   |  |  |       |  |  |                     |  |  |            |  |
|                               |                     | Taddea Pico della Mirandola  | Francesco III Pico   |  |  |       |  |  |                     |  |  |            |  |
|                               |                     | Taddea Pico della Mirandola  | Pietra Pio           |  |  |       |  |  |                     |  |  |            |  |
| Ricciarda Malaspina           |                     | Taddea Pico della Mirandola  |                      |  |  |       |  |  |                     |  |  |            |  |
|                               |                     | Sigismondo d'Este            | Niccolò III d'Este   |  |  |       |  |  |                     |  |  |            |  |
|                               |                     | Sigismondo d'Este            | Niccolò III d'Este   |  |  |       |  |  |                     |  |  |            |  |
|                               |                     | Sigismondo d'Este            | Ricciarda di Saluzzo |  |  |       |  |  |                     |  |  |            |  |
| Lucrezia d'Este               |                     | Sigismondo d'Este            |                      |  |  |       |  |  |                     |  |  |            |  |
|                               |                     | Pizzocara                    | …                    |  |  |       |  |  |                     |  |  |            |  |
|                               |                     | Pizzocara                    | …                    |  |  |       |  |  |                     |  |  |            |  |
|                               |                     | Pizzocara                    | …                    |  |  |       |  |  |                     |  |  |            |  |
|                               |                     | Pizzocara                    |                      |  |  |       |  |  |                     |  |  |            |  |